# 白肉迷孔菌
白肉迷孔菌，屬迷孔菌屬，是木棲腐生的中小型菇類，生長於如台灣之中低海拔林區，此種菇類最大特色是加工後可作為抗癌藥物。